# Canal de Menua

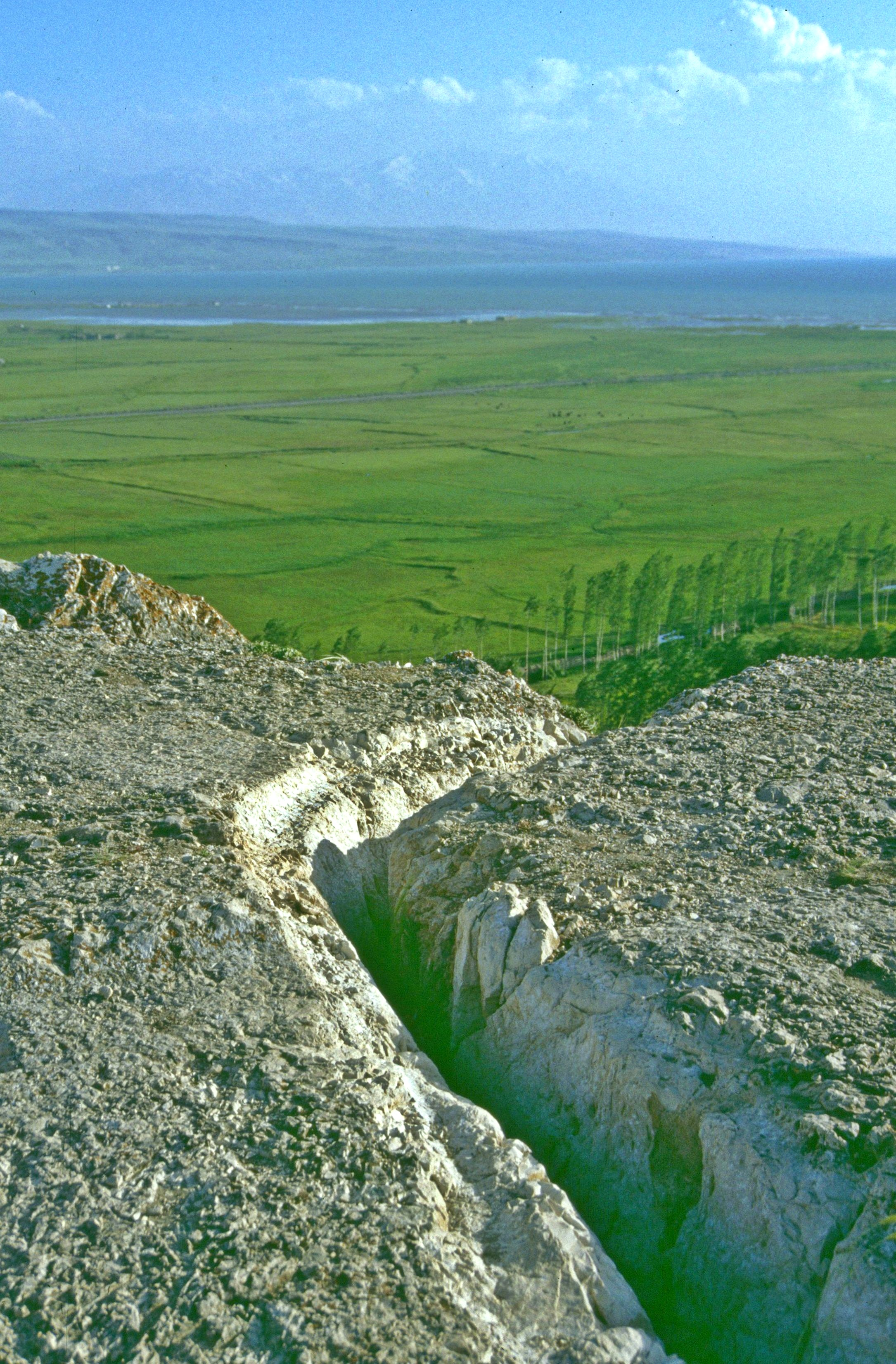
Canal de Menua

O canal de Menua, também conhecido como canal de Semíramis ou canal de Xamirã (Šamiram), é um canal unido a uma série de obras hidráulicas, como aquedutos construídos pelo rei Menua de Urartu (r. 810–786 a.C.). Está localizado a leste de Vã, Turquia, e percorre 56 quilômetros (35 milhas), abastecendo uma grande região e fluindo para o lago de Vã. Embora tenha sido pensado como sendo obra da rainha mítica assíria Semíramis por historiadores medievais, foi construído por Menua, de acordo com inscrições urartitas encontradas em algumas das estruturas.

## História

### Antecedentes
O rei Menua é conhecido por outras obras hidráulicas, incluindo aproximadamente cinco canais menores na região e em direção a Manzicerta, dos quais ele pode ter sido o fundador. A construção do canal de Menua parece ter ocorrido paralelamente à introdução do sistema de qanat em Urartu da vizinha Pérsia. Este método, usando canais subterrâneos, revolucionou as práticas hidráulicas e arquitetônicas na região. Mais tarde, um descendente de Menua, Rusa II (r. 680–639 a.C.), adicionou um lago artificial, o Lago de Rusa (agora conhecido como lago de Quechiche), às obras hidráulicas. As razões para erguer uma estrutura tão significativa ainda não são bem conhecidas, mas motivos políticos visando ganhar a aprovação dos súditos retratando-se como rei benevolente e magnânimo não podem ser descartados.

### Construção

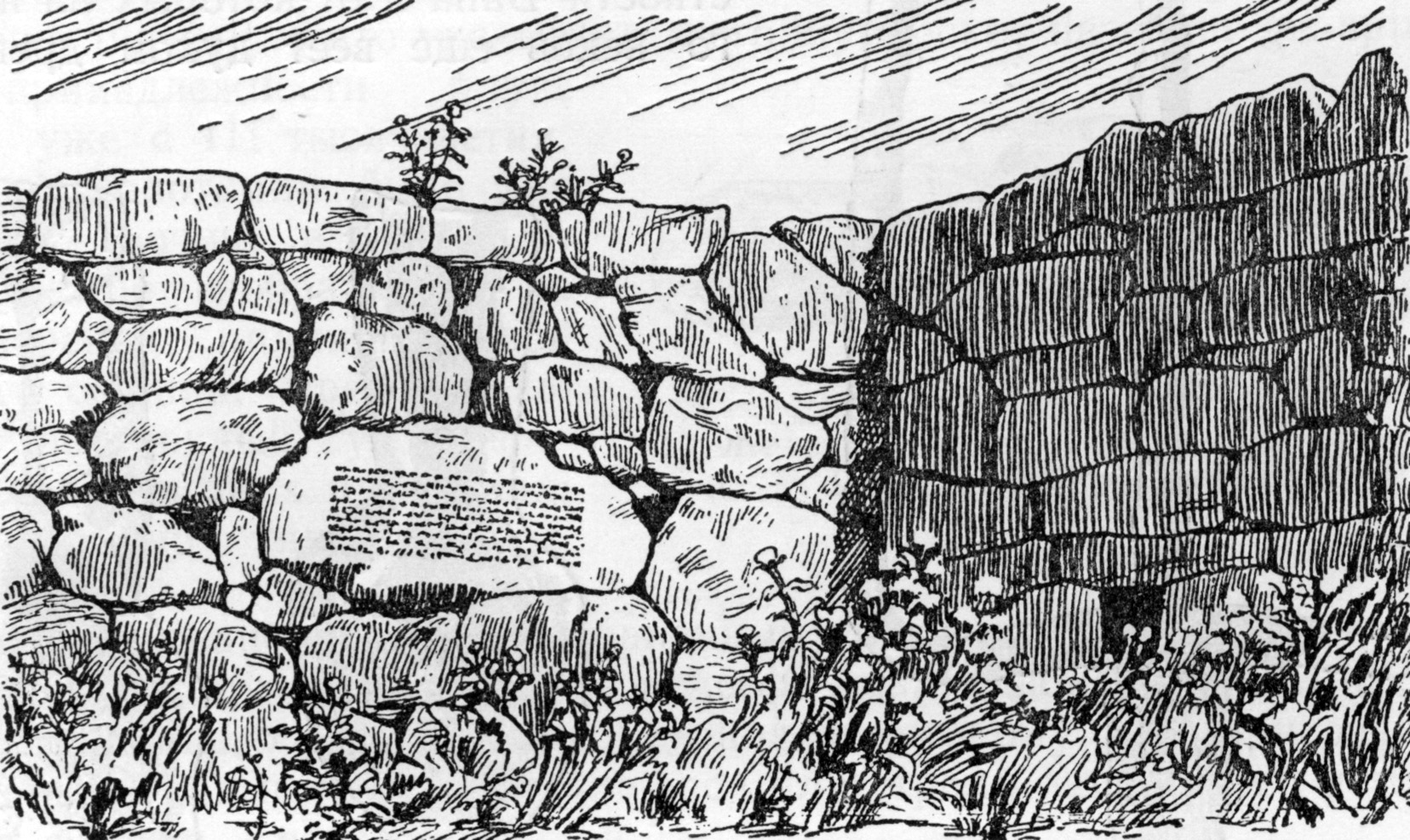
Desenho de uma parede do canal com uma inscrição urartiana quando foi encontrada pela primeira vez

Inscrições preservadas de Menua atestam seu patrocínio da construção, que foi responsável por levar água doce à capital Tuspa. Este canal fazia parte de um conjunto mais amplo de canais e estruturas destinadas a melhorar a irrigação no planalto Armênio durante o tempo do Reino de Urartu. Ele se estende por um comprimento de 56 quilômetros (35 milhas). Até sua primeira restauração em 1956, o canal normalmente fornecia entre dois e três metros cúbicos por segundo (71 e 106 pés cúbicos por segundo). Durante a estação seca, poderia diminuir para 1,5 metros cúbicos por segundo (53 pés cúbicos por segundo). Em certas áreas, incluía muros de contenção com aproximadamente onze metros (36 pés) de altura; eles eram usados para facilitar a agricultura em terraços e a irrigação. Por exemplo, parece que a esposa ou filha de Menua possuía vinhedos em um terraço adjacente ao canal. Uma inscrição encontrada nesta terra declara: "Este vinhedo pertence a Tariria, a esposa de Menua. É chamado de vinhedo de Tariria." Represas também foram construídas ao longo da rota do canal para controlar o abastecimento de água para a região. Acredita-se que tenha fornecido sustento para até 50 mil pessoas somente em Tuspa.
Ao longo do curso do canal, particularmente nas áreas de construção mais desafiadoras, há inscrições em cuneiforme urartiano. Há um total de 14 inscrições, todas celebrando o patrono do projeto. Algumas dessas inscrições contêm fórmulas de maldição, enquanto outras não. O comprimento das inscrições varia de acordo com a dificuldade do trabalho técnico envolvido. A inscrição urartiana mais completa encontrada ao longo do canal está localizada perto de uma seção onde um aqueduto foi construído pelo rei. Ela inclui uma fórmula de maldição contra qualquer um que profanasse a estrutura e declara:
| “ | Pela vontade de Haldi, Menua, filho de Ispuini, construiu este canal. Este canal é chamado de Canal de Menua. Menua, o poderoso, o grande rei, Rei de Biaina, Príncipe da cidade de Tuspa; Menua fala em nome do temido Haldi: quem danificar esta inscrição, quem a derrubar, quem fizer tais coisas de acordo com seu próprio desejo ou em nome de outro, Menua avisa que o temido deus Haldi, o deus Teiseba e o deus Sol Xivini o apagarão do signo do sol. | ” |

Embora as estruturas fossem urartitas e originalmente tivessem o título de "Canal de Menua", o canal foi chamado de "Canal de Semíramis" pelo historiador armênio medieval Moisés de Corene, que atribuiu sua construção à lendária rainha assíria Semíramis:
| “ | Ela disse: 'Devemos, num país com clima tão temperado e água pura, estabelecer uma cidade, uma residência real para morar na Armênia, em meio a todos os prazeres, um quarto do ano; as outras três estações mais frias, passaremos em Nínive.' [...] Semíramis primeiro construiu o dique do rio, usando blocos de pedras unidos com cal e areia fina, uma obra colossal em termos de extensão e altura, que, dizem, ainda existe até hoje. [...] Distribuindo uma parte das águas do rio por toda a cidade, ela as leva para onde são necessárias, inclusive para regar jardins e canteiros de flores. | ” |

## Posteridade
As inscrições encontradas ao longo do canal foram significativas na compreensão da língua urartiana. Graças à descoberta de muros de contenção, é possível reconstruir o curso original do canal com um nível relativamente alto de precisão. O canal ainda está em uso e passou por sua primeira restauração em 1956, aproximadamente 2500 anos após sua construção. Esta restauração realizada pela Turquia, no entanto, substituiu sua parte central, incluindo um aqueduto, por uma construção moderna de concreto, pois a estrutura antiga era muito cara para manter. É considerado uma obra-prima da engenharia hidráulica e arquitetônica da Anatólia e global. Nicholas Adontz escreveu sobre o canal: "O pili de Menua - o canal de Xamirã - comparado a todos os canais conhecidos [do período], parece um Eufrates. Em outras palavras, o canal de Menua entre os canais é como o Eufrates entre os rios."